# 奧克代爾鎮區 (內布拉斯加州安蒂洛普縣)
奧克代爾鎮區（英語：Oakdale Township）是位於美國內布拉斯加州安蒂洛普縣的一個行政鎮區。

## 地方資料
奧克代爾鎮區的面積為92.40平方千米，當中陸地面積為91.94平方千米，而水域面積為0.46平方千米。根據2020年美國人口普查的數據，當地共有人口414人，而人口密度為每平方千米4.48人。